# Strattanville
Strattanville es un borough ubicado en el condado de Clarion en el estado estadounidense de Pensilvania. En el año 2000 tenía una población de 542 habitantes y una densidad poblacional de 395 personas por km².

## Geografía
Strattanville se encuentra ubicado en las coordenadas 41°12′9″N 79°19′44″O / 41.20250, -79.32889.

## Demografía
Según la Oficina del Censo en 2000 los ingresos medios por hogar en la localidad eran de $25,833 y los ingresos medios por familia eran $31,125. Los hombres tenían unos ingresos medios de $28,125 frente a los $18,929 para las mujeres. La renta per cápita para la localidad era de $14,506. Alrededor del 15.8% de la población estaba por debajo del umbral de pobreza.